# Лаєвський Сергій Олександрович
Сергі́й Олекса́ндрович Лає́вський — майор Збройних сил України.
Станом на червень 2017-го — військовослужбовець 12-ї окремої бригади армійської авіації.

## Нагороди
За особисту мужність, сумлінне та бездоганне служіння Українському народові, зразкове виконання військового обов'язку відзначений — нагороджений
- орденом Богдана Хмельницького III ступеня (4.12.2016).